# UCI Aeroclube
UCI Aeroclube foi um complexo de salas de cinemas, do tipo multiplex, localizado na cidade de Salvador. Foi inaugurado em 24 de junho de 1999, três meses antes da inauguração oficial do próprio shopping onde se localizava, o Aeroclube Plaza Show, situado à Avenida Otávio Mangabeira, bairro da Boca do Rio, na capital do estado da Bahia.
Possuía dez salas de exibição, sendo que a maior delas (sala 01) era também a maior das regiões Norte, Nordeste e Centro-Oeste, com 553 assentos. Esta sala, cuja tela media 150 metros quadrados, ainda carregou o título de ser a maior sala da rede UCI em todo o Brasil, e uma das maiores de todo o parque exibidor brasileiro.
Nos cinco primeiros anos de sua existência, esteve no topo entre os maiores complexos de cinema do Brasil, tanto em público quanto em renda. Com a decadência do shopping e a inauguração de outros complexos em Salvador, viu seu público reduzir,  mas a realização de algumas promoções e redução do valor do ingresso (que passou a ser o mais barato entre todos os complexos de Salvador) colaborou na fidelização do seu público, que chegou a mais de 460 mil no ano de 2010.
Nos últimos anos de funcionamento, seu maior pico de público se deu em 20 de abril de 2009 (uma segunda-feira), quando 6.799 pessoas lotaram suas salas, o que o transformou no quinto maior cinema do Brasil por um dia. O motivo deste público atípico foi a promoção Segunda Mania, que baixou o valor do seu ingresso para quatro reais a inteira e dois reais a meia. Terminou a semana em 47.º lugar entre todos os cinemas brasileiros.
Desde novembro de 2010 passou a contar com uma sala 3D digital, com resolução 4K. Em abril de 2011 a programação de filmes passou a ser disponibilizadas em monitores de LCD, e a venda de  ingressos para a sala 3D passou a se dar através de poltronas numeradas.
Encerrou suas atividades em 30 de abril de 2014 (data das últimas exibições), em virtude da demolição do shopping, com promessa de reabertura após a inauguração do novo Aeroclube.

## Capacidade e público
Lotação das salas:
- Sala 01 - 552
- Sala 02 – 170
- Sala 03 - 247
- Sala 04 – 258
- Sala 05 – 187
- Sala 06 – 271
- Sala 07 – 446
- Sala 08 - 291
- Sala 09 – 158
- Sala 10 – 158

Total de 2.738 assentos, média de 278 por sala
| Ano  | Público | Ranking na UCI | Ranking na Bahia | Ranking no Brasil | Ranking de complexos de 10 salas |
| ---- | ------- | -------------- | ---------------- | ----------------- | -------------------------------- |
| 2003 | 832.317 | 5.º            | 2.º              | 20.º              | Não disponível                   |
| 2008 | 356.012 | 12.º           | 3.º              | 89.º              | 12.º                             |
| 2009 | 432.101 | 13.º           | 3.º              | 103.º             | 14.º                             |
| 2010 | 462.504 | 15.º           | 4.º              | 110.º             | 14.º                             |
| 2011 | 381.021 | 17.º           | 5.º              | Não disponível    | Não disponível                   |
| 2012 | 287.838 | 18.º           | 6.º              | Não disponível    | Não disponível                   |
| 2013 | 205.887 | 19.º           | 8.º              | Não disponível    | Não disponível                   |
| 2014 | 86.167  | 20.º           | 12.º             | Não disponível    | Não disponível                   |